# 2005 Генке
2005 Ге́нке (2005 Hencke) — астероїд головного поясу, відкритий 2 вересня 1973 року.
Тіссеранів параметр щодо Юпітера — 3,353.